# Tejido cartilaginoso
El tejido cartilaginoso, o cartílago, es un tipo de tejido conjuntivo especializado, elástico, carente de vasos sanguíneos y está constituido principalmente por matriz extracelular y por células dispersas denominadas condrocitos. La parte exterior del cartílago, llamada pericondrio, es la encargada de brindar el soporte vital a los condrocitos.
El cartílago se encuentra revistiendo articulaciones, en las uniones entre las costillas y el esternón, como refuerzo en la tráquea y bronquios, en el oído externo y en el tabique nasal. También se encuentra en embriones de vertebrados y peces cartilaginosos.
Los cartílagos sirven para acomodar las superficies de los cóndilos femorales a las cavidades glenoideas de la tibia, para amortiguar los golpes al caminar y los saltos, para prevenir el desgaste por rozamiento y, por lo tanto, para permitir los movimientos de la articulación. Es una estructura de soporte y da cierta movilidad a las articulaciones.

## Clasificación
Existen 3 tipos de tejido cartilaginoso:

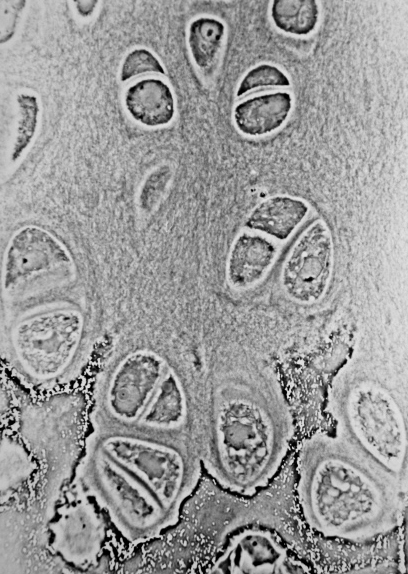
Microfotografía de cartílago hialino.

- Cartílago hialino: Posee condrocitos dispuestos en grupos (grupos isogénicos) cada grupo rodeado de la matriz territorial, y entre ellos hay matriz interterritorial. Estas matrices contienen principalmente fibrillas de colágeno tipo II, el cual interacciona con proteoglucanos. Está rodeado por pericondrio (exceptuando el cartílago articular). Es el tipo de cartílago más abundante del cuerpo. Tiene un aspecto blanquecino azulado. Se encuentra en cartílago del aparato respiratorio: el esqueleto nasal, la laringe, la tráquea, los bronquios; y en los arcos costales (costillas), los extremos articulares de los huesos y en el esqueleto temporal del embrión. Es avascular, nutriéndose por difusión a partir del líquido sinovial. Es de pocas fibras.

- Cartílago fibroso o fibrocartílago: Es una forma de transición entre el tejido conectivo denso regular y el cartílago hialino. Está compuesto por condrocitos y fibroblastos, rodeados de fibras de colágeno tipo I Carece de pericondrio. Suele ser avascular. Se encuentra en los discos intervertebrales, bordes articulares, discos articulares y meniscos, articulaciones esternoclaviculares, mandíbula, sínfisis púbica, así como en los sitios de inserción de los ligamentos y tendones.

- Cartílago elástico: Formado por condrocitos rodeados de las matrices territorial e interterritorial, que contienen colágeno tipo II, el cual interacciona con proteoglucanos y fibras elásticas. Está rodeado de pericondrio. Es avascular. Forma la epiglotis, cartílago corniculado o de Santorini, cuneiforme o de Wrisberg, en la laringe, el oído externo (meato acústico) y en las paredes del conducto auditivo externo y la trompa de Eustaquio. Forma el pabellón de la oreja. Es amarillento y presenta mayor elasticidad y flexibilidad que el hialino. Su principal diferencia con este último es que la matriz presenta un entretejido denso de finas fibras elásticas que son basófilas y se tiñen con hematoxilina y eosina, así como orceína. Posee más grupos isógenos axiales y poríferos.

## Células del tejido cartilaginoso
Las células propias de este tejido se llaman condrocitos, los cuales provienen de los condroblastos presentes en el pericondrio. Poseen un retículo endoplasmático rugoso bien desarrollado y un aparato de Golgi grande, así como muchas vesículas, las cuales son indicios de su actividad secretora. Los filamentos intermedios, compuestos por vimentina aparecen en abundancia. A menudo las células contienen glucógeno y no con poca frecuencia también inclusiones lipídicas, en parte grandes.
- Condroblastos: se encargan de la síntesis y secreción de la matriz cartilaginosa. Se encuentran en el pericondrio. Son pequeños y fusiformes. Se dividen con cierta frecuencia y están aislados. Al diferenciarse crecen y se vuelven más esféricos, desarrollan el aparato de Golgi y el RER, y van adentrándose en la matriz cartilaginosa, diferenciándose en condrocitos.
- Condrocitos: son maduros, más grandes, conforme más al centro de la matriz son más redondeados. Los jóvenes aún se dividen. Se encargan de mantener la matriz, secretando colágeno y glucosaminoglucanos (GAG). Están agrupados en grupos isogénicos, cada uno rodeado por matriz territorial, y a su vez están aislados por la matriz extracelular, llamada matriz interterritorial.

### Cartílago hialino
El cartílago hialino se encuentra cubierto externamente por una membrana fibrosa llamada pericondrio, excepto en los extremos articulares de los huesos y también donde se encuentra directamente debajo de la piel, es decir, las orejas y la nariz. Esta membrana contiene tubos que le proporcionan nutrición al cartílago.
Si se observa una delgada capa bajo el microscopio, se encontrará que está formado por células con forma redondeada o sin puntas, en grupos de dos o más en una matriz biológica granular o casi homogénea. Al microscopio óptico no se observa red fibrilar en la matriz extracelular, sin embargo, al utilizar luz polarizada pueden visualizarse redes de fibrillas. Este efecto óptico se debe a que el índice de refracción de las fibrillas es similar al de la matriz en las que se encuentran inmersas.
La matriz extracelular es una red 3D muy compleja. Las células se encuentran en las cavidades de la matriz, llamada lagunas del cartílago; en torno a estas la matriz está dispuesta en líneas concéntricas, como si se hubiera formado en porciones sucesivas alrededor de las células del cartílago. Esto constituye la llamada cápsula del espacio.
Cada laguna está generalmente ocupada por una sola célula, pero durante la división de las células puede contener dos, cuatro u ocho células, lo que constituye un grupo isogénico o grupo de células isogénicas

El cartílago hialino también contiene condrocitos que son las células del cartílago que producen la matriz. La matriz hialina del cartílago se compone sobre todo de colágeno tipo II y sulfato de condroitina, los cuales también se encuentran en el cartílago elástico. Formado principalmente por fibrillas de colágeno tipo I. Posee condrocitos dispuestos en grupos. Existe pericondrio. Es el más abundante del cuerpo. Tiene un aspecto blanquecino azulado. Se encuentra en el esqueleto nasal, la laringe, la tráquea, los bronquios, los arcos costales (costillas) y los extremos articulares de los huesos. Es avascular, nutriéndose por difusión a partir del líquido sinovial. Es de pocas fibras.

## Matriz cartilaginosa
Los condrocitos producen la matriz amplia formada por colágeno de tipo II (forma fibrillas finas características), colágeno del tipo IX (une las fibrillas de tipo II), colágeno de tipo X (rodea células hipertróficas), colágeno de tipo XI (función desconocida), hialuronano y el agregado de proteoglucano unido a él. En especial, las cadenas de queratin sulfato y condroitin sulfato del agrecano fijan el agua, un requisito fundamental para la creación de la consistencia elástica característica del cartílago. El hialuronano y la gran cantidad de moléculas de agrecano unidas a él forman un complejo molecular gigante dado que puede alcanzar un tamaño de 3-4 mm. Estos agregados constituyen la mayor parte del cartílago y le imparten su consistencia cartilaginosa. La estabilidad morfológica del cartílago también tiene su origen en estos agregados.
En la forma de cartílago articular este material singular puede soportar todo el peso del cuerpo. Un vínculo importante entre la matriz y las células cartilaginosas es la condronectina presente en la membrana de los condrocitos, una proteína semejante a la fibronectina.
Es característico que los condrocitos que han surgido de una célula progenitora por división mitótica se ubiquen en grupos pequeños contiguos (grupos celulares isógenos). En el entorno inmediato de las células cartilaginosas la matriz contiene glucosaminoglucanos muy sulfatados y recibe el nombre de matriz territorial. Esta matriz se tiñe de color azul violeta intenso en los preparados coloreados con H-E. El grupo de condrocitos y su matriz forman un territorio cartilaginoso (= condrona). La matriz entre los territorios se denomina matriz interterritorial. Carece de células y se tiñe de un tono pálido.
Los condrocitos están ubicados en espacios ("lagunas" o condroplastos) de la matriz cuya pared, o sea, el entorno inmediato de las células cartilaginosas también recibe el nombre de cápsula condrocítica. La región capsular con frecuencia posee una capa pericelular con función protectora especial contra la compresión y la tracción. En los preparados histológicos, los condrocitos suelen aparecer retraídos artificialmente dentro de sus lagunas.
El crecimiento ocurre por secreción de matriz en el interior de las piezas cartilaginosas (crecimiento intersticial o por intususcepción) o por formación nueva en la periferia (crecimiento por aposición).
El cartílago maduro no tiene nervios y en la mayoría de los casos es avascular. La nutrición de las células cartilaginosas ocurre por difusión a través de la matriz provista de agua en abundancia. El metabolismo es anaerobio en una proporción considerable.